# Chiesa di San Martino Vescovo (Calvignano)
La chiesa di San Martino Vescovo è la parrocchiale di Calvignano, in provincia di Pavia e diocesi di Tortona; fa parte del vicariato di Casteggio.

## Storia
La prima citazione di una chiesa dedicata a san Martino a Calvignano risale al 1322.
 Dalla relazione della visita pastorale del 1623 del vescovo di Piacenza Giovanni Giorgio Linati si apprende che i fedeli erano 200, che il reddito annuo ammontava a 64 scudi e che nella chiesa aveva sede la confraternita del Santissimo Sacramento.
 Grazie agli scritti relativi alla visita pastorale del 1761 del vescovo Pietro Cristiani, si conosce che la chiesa era compresa nel vicariato di Broni, che in essa avevano sede la già citata confraternita del Santissimo Sacramento e quella della Beata Vergine Maria di Monte Carmelo, istituita il 5 settembre 1696, e che ricadevano sotto la giurisdizione della parrocchia pure le cappelle di San Rocco e di Santa Maria Immacolata.
 Il 20 novembre 1817 la chiesa passò dalla diocesi di Piacenza a quella di Tortona. 
 Dagli atti inerenti al sinodo diocesano del 1843, si apprende che la chiesa era compresa nel vicariato di Montalto.

L'attuale parrocchiale venne costruita nel 1860 sullo stesso luogo in cui sorgeva quella precedente. Nel XX secolo la chiesa entrò a far parte del vicariato di Casteggio, al quale è tuttora aggregata.
 L'edificio fu ristrutturato alla fine del Novecento e, tra il 2016 ed il 2019 la sacrestia venne restaurata.